# 遵义十大功劳
遵义十大功劳（学名：Mahonia imbricata）为小檗科十大功劳属下的一个种。

## 扩展阅读
- 維基物種上的相關：遵义十大功劳